# 扎加爾庫什涅
49°7′46″N 35°43′45″E / 49.12944°N 35.72917°E
扎加爾庫什涅（烏克蘭語：Загаркушине），是烏克蘭東部的村莊，隸屬哈爾科夫州的別列斯京區。該村始建於1920年，面積0.03平方公里，海拔高度102米，2001年人口9，人口密度每平方公里300人。